# Paul Finet
Paul C.E. Finet (ur. 4 listopada 1897 w Montignies-sur-Sambre, obecnie część Charleroi, zm. 18 maja 1965 w Luksemburgu) – belgijski (waloński) działacz związkowy i polityk, członek (1952–1965) i przewodniczący (1958–1959) Wysokiej Władzy Europejskiej Wspólnoty Węgla i Stali.

## Życiorys
Pochodził z rodziny robotniczej, w wieku 19 lat stracił ojca-górnika. Po zakończeniu nauki pracował od 14 roku życia, m.in. jako ogrodnik, kamieniarz i pracownik odlewni. W młodym wieku rozpoczął działalność w ruchu związkowym, początkowo jako sekretarz związku metalowców w Montigniessur-Sambre i regionie Charleroi. W 1930 został wiceprzewodniczącym, a w 1936 przewodniczącym krajowej socjalistycznej konfederacji związków zawodowych. Podczas II wojny światowej uciekł do Francji, gdzie pracował na farmie pod Tuluzą. W 1942 został współpracownikiem działającego w Londynie rządu emigracyjnego premiera Huberta Pierlota, gdzie odpowiadał za kwestie informacji i przygotowywał przemowy radiowe. W 1944 powrócił do Belgii, został bliskim współpracownikiem Paula-Henriego Spaaka. W latach 1947–1952 sekretarz generalny Generalnej Federacji Związków Zawodowych Belgii (ABVV/FGTB), zaś w latach 1949–1951 przewodniczący Międzynarodowej Konfederacji Wolnych Związków Zawodowych (ICTFU). W 1952 dokooptowany do składu Wysokiej Władzy Europejskiej Wspólnoty Węgla i Stali, pozostał w niej aż do śmierci, odpowiadając głównie za kwestie społeczne, ekonomiczne i administracyjne. Od 13 stycznia 1958 do 15 września 1959 pozostawał przewodniczącym Wysokiej Władzy. Był również oddelegowany do Parlamentu Europejskiego.
Był żonaty. Pochowany na cmentarzu Nikloskierfecht w Luksemburgu.

## Odznaczenia
Komandor Legii Honorowej.